# Lethe negrito
Lethe negrito är en fjärilsart som beskrevs av Felder 1863. Lethe negrito ingår i släktet Lethe och familjen praktfjärilar. Inga underarter finns listade i Catalogue of Life.